# Magaliesburg
Magaliesburg este un oraș din provincia Gauteng, Africa de Sud.